# La Vie mode d'emploi
La Vie mode d'emploi, sous-titré Romans, est un livre de Georges Perec, membre de l'Oulipo, publié en 1978. Il a obtenu le prix Médicis la même année. Il s'agit d'une œuvre considérable dont la rédaction, basée sur de nombreuses contraintes artistiques, s'étend sur une dizaine d'années, avec ses 600 pages suivies d'annexes, ses six parties plus un épilogue, ses 99 chapitres et ses multiples histoires et personnages.
Considéré comme le roman le plus abouti de Perec, connu déjà pour son roman La Disparition, le narrateur suit la vie des habitants d'un bâtiment haussmannien, en suivant le déplacement d'un cavalier de jeu d'échecs.

## Résumé

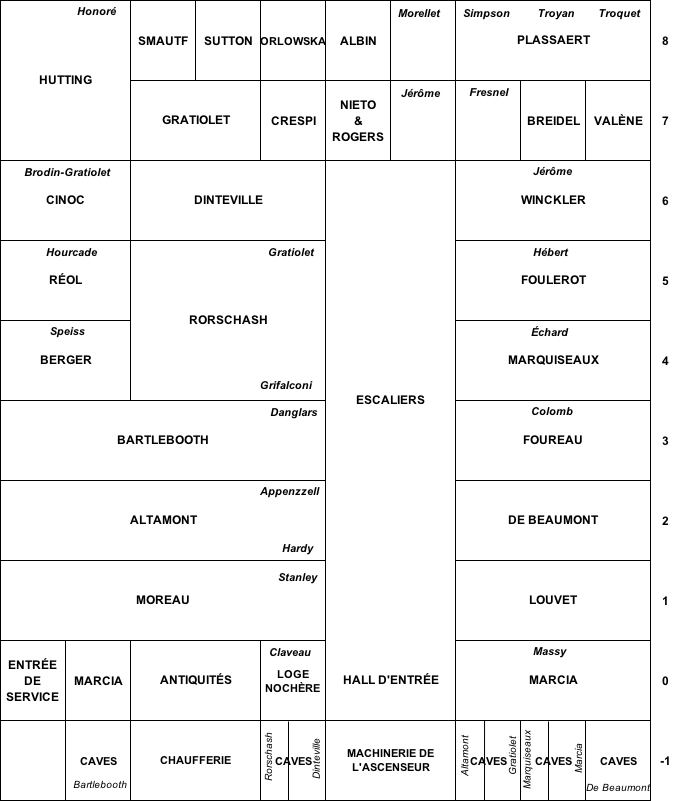
Plan de l'immeuble du 11, rue Simon-Crubellier

L'ensemble du roman est la description d'un tableau qui représenterait un immeuble en coupe et ses occupants à un moment précis. Ce tableau est un projet de Serge Valène, peintre et habitant de l'immeuble. Chacun des 99 chapitres décrit une des pièces en façade de l'immeuble (décoration, meubles, objets, œuvres picturales) et les personnages s'y trouvant le 23 juin 1975 peu avant 20 heures ; dans la plupart des chapitres sont insérées les histoires des occupants, actuels ou passés, et de personnages qui leur sont liés. Le lecteur découvre alors « une longue cohorte de personnages, avec leur histoire, leur passé, leurs légendes », comédie humaine où les destins entrecroisés se répondent, à l'image de la curieuse création de l'ébéniste Grifalconi, « fantastique arborescence, réseau impalpable de galeries pulvérulentes. » Les récits aux multiples rebondissements sont générés par des œuvres picturales (gravures populaires, tableaux de maître, affiches publicitaires) ou des textes présents dans l'immeuble (légendes d'image, titres ou sommaires de livres, partitions de musique). Des faits divers, des descriptions scientifiques, des recettes de cuisine, des listes ou catalogues parsèment une narration qui adopte le ton du polar lorsqu’il est question de gangsters, un style technocratique lorsqu’il est question d’administration, un ton publicitaire lorsqu’il est question de vendre ou d’acheter.
Le lieu de l'action est un bâtiment haussmannien typiquement parisien situé dans le 17e arrondissement de Paris, au numéro 11 de la rue (imaginaire) Simon-Crubellier, qui coupe obliquement le rectangle compris entre les rues (réelles) Médéric, Jadin, de Chazelles et Léon-Jost. Sur dix niveaux, il est constitué d'un sous-sol (caves, chaufferie, machinerie de l'ascenseur), d'un rez-de-chaussée (deux entrées, loge de la concierge, magasin, un logement), d'une cage d'escalier, de six étages d'appartements et de deux étages de chambres de bonnes.
Le fil de l'intrigue est le « projet unique » de Bartlebooth, richissime habitant de l'immeuble. Pendant dix ans, de 1925 à 1935, Bartlebooth prend des leçons quotidiennes d'aquarelle auprès de Valène. Pendant 20 ans, de 1935 à 1955, il voyage autour du monde et peint une aquarelle marine par quinzaine, soit 500 tableaux en tout. Chaque aquarelle est envoyée à Gaspard Winckler, fabricant de jouets de l'immeuble, qui la découpe en un puzzle. Pendant les 20 dernières années, de 1955 à 1975, Bartlebooth reconstitue un puzzle par quinzaine, ses pièces sont recollées ensemble par Morellet, autre habitant de l'immeuble ; l'aquarelle ainsi restituée est renvoyée dans le port où elle a été peinte 20 ans auparavant et plongée dans une solution qui dissout l'encre. Il n'en reste alors qu'une feuille de papier blanche. Le projet n'est pas mené à son terme : à la fin du roman l'intrigue débouche sur un dernier rebondissement et les protagonistes principaux sont morts.

## Personnages
La Vie mode d'emploi met en scène une centaine de personnages – dont l'histoire est résumée en toute fin du volume –, et trois personnages principaux : Bartlebooth, qui peint les aquarelles ; Winckler, qui les transforme en puzzles ; et Valène, le peintre qui rêve de faire tenir toute la maison dans sa toile.
« Il y a essentiellement deux types d’individus : les collectionneurs et les joueurs. Le premier accumule, de façon exponentielle. À sa manière, il recherche l’unité perdue, amassant les fragments qui pourraient finir par constituer un monde en soi, complet et sans failles. Le second dilapide, cherchant à épuiser ce qui ne peut l’être. Pour lui, tout est toujours à recommencer.
« Du joueur enfantin au faussaire et à l’escroc, du joueur innocent à l’affabulateur et au truqueur, ils sont tous là, associés dans la même spirale moebiusienne où vrai et faux tournent indéfiniment intriqués : vrais joueurs, faux joueurs, tricheurs, tricheurs dupés, dupes du jeu, virtuoses du jeu… Tout au long du défilé se glissent deux groupes unis par d’étranges liens, les vengeurs et les sauveteurs. Les uns donnent la mort, les autres maintiennent en vie ; ils ont en commun d’être des obsédés de la mémoire. »
Tous ces personnages, d'une certaine opacité formelle, ont été peu étudiés, à l'exception des Gratiolet, propriétaires initiaux de l'immeuble dont la déchéance progressive permet aux différents locataires de s'installer, et des trois personnages principaux. Perec considérait ceux-ci comme des incarnations de l'écrivain : « Si l’on considère le livre comme un tableau, on distingue trois donateurs, qui sont trois paraphrases de l’écrivain. Bartlebooth, qui tâche d’accomplir quelque chose de suprêmement inutile ; Winckler, l’artisan, qui transforme les aquarelles en puzzle et, à chaque découpure, tend à Bartlebooth un piège que celui-ci a de plus en plus de mal à déjouer ; Valène, le témoin, qui regarde, comprend, et intègre cette étrange aventure dans sa propre histoire. » Perec qualifia également Bartlebooth et Winckler de «frères jumeaux. »

### Bartlebooth
Son nom est un mélange de Bartleby, le copiste de Melville et de Barnabooth, le voyageur de Valéry Larbaud. Perec les considère comme les personnages les plus fascinants qu'il connaisse, « l'un qui est la pauvreté, le dénuement absolu, l'autre qui est la richesse et aussi une recherche de l'absolu. Tous deux m'ont permis de faire ce personnage rousselien, qui consacre sa vie à une futilité. »
Le voyage de Bartlebooth le mène de façon parfois capricieuse tout autour du monde. Il consacre deux semaines à chaque port, voyage compris, ce qui lui laisse généralement cinq à six jours sur place. Les deux premiers jours, il se promène au bord de la mer. Le troisième il choisit son emplacement et dessine quelques brouillons. L’avant dernier, il peint sa marine, extrêmement vite, sans jamais recommencer. Puis il la donne à Smautf qui l’envoie à Winckler. Après son retour, au début, il travaille vite à reconstituer les puzzles. En dix-sept ans, il en a reconstitué près de 400. Puis, au fil des années, ils deviennent de plus en plus difficiles à résoudre, pleins de pièges que prépare Winckler, et il a le plus grand mal à tenir les délais qu'il s'était imposés. Fin 1972, il se rend compte qu’il devient aveugle. Malgré une double opération de la cataracte, les troubles persistent, mais il s’aperçoit qu’il peut continuer son travail en associant le toucher à la vue. Le programme qu'il s’était fixé succombe sous l’attaque de Beyssandre et sous celle, beaucoup plus secrète et subtile de Winckler. Il meurt le 23 juin 1975, à presque huit heures du soir, devant son quatre cent trente-neuvième puzzle, victime du dernier piège du faiseur de puzzles.
« Croyant pouvoir s'isoler du monde, refusant de prendre en considération la circulation et l'échange, Bartlebooth voyait son projet, dès le départ, voué à l'échec. La mécanique se dérègle, inutile et paralysée, détruite par un rêve, celui d'une totalité impossible, d'une communication pure avec un fragment du réel, d'une représentation de ce réel qui serait entièrement reconstitué. »

### Valène
Inscrit aux Beaux-Arts en 1919, il loue une chambre dans l'immeuble en espérant une future célébrité qui ne vient pas, simplement une discrète notoriété. En 1925, Bartlebooth lui demande de lui donner une leçon quotidienne d'aquarelle pendant dix ans, mais il met des années à comprendre ce qu'il cherche exactement, d'autant plus qu'à part ce qui concerne la technique, ils ne se parlent presque pas. Après la mort de Winckler, il est hanté par l'idée d'un tableau représentant l'immeuble, éventré montrant à nu les fissures de son passé, l'écroulement de son présent, cet entassement sans suite d'histoires grandioses ou dérisoires, frivoles ou pitoyables. Il y serait lui-même, comme les peintres de la Renaissance se réservaient toujours une place minuscule ; il y serait en haut à droite, comme sa chambre, debout en train de se peindre. Il rêve parfois de cataclysmes et de tempêtes qui emportent la maison tout entière comme un fétu de paille, ou d'une fissure qui l'engloutit dans une béance innommable. Il meurt quelques semaines après Bartlebooth. Dans sa chambre, il y a une grande toile carrée qui ne comporte que quelques traits : l'esquisse du plan en coupe de l'immeuble.
« À côté de Bartlebooth qui a aliéné sa pensée à partir du moment où il s’est enfermé et circonscrit dans son projet, figure au centre de l’ouvrage le peintre Valène, son exact contemporain, véritable génie du lieu. Contrairement à Bartlebooth, ce n’est pas un faire qui le caractérise, mais bien plutôt la pensée, la mémoire et le rêve. Alors que l’activité de Bartlebooth vise à mettre à plat une vie dont chaque moment est conçu comme la pièce d’un puzzle, vise à la clôture et à l’effacement de son travail au fur et à mesure qu’il s’accomplit, Valène se présente comme une pensée effervescente qui relie tout ce qui est disjoint, conserve la trace de ce qui a disparu, rêve, construit un imaginaire fantasmatique, et ainsi constitue un second foyer du livre d’où émane toute une vie intérieure qui embrasse la vie de tout l’immeuble et l’anime dans ses lieux les plus secrets. »

### Winckler
C’est à la suite d’une annonce parue dans Le Jouet français et après avoir soumis un essai que Gaspard Winckler est retenu par Bartlebooth pour réaliser ses puzzles. Le premier jour, il pose l’aquarelle sur un chevalet et la regarde sans la toucher. Le deuxième jour il la colle sur un support avec une colle qu’il prépare lui-même et enduit la surface d’un vernis protecteur. Puis il l’étudie pendant trois ou quatre jours. Ensuite tout va très vite : il pose sur l’aquarelle un calque extrêmement fin et pratiquement sans lever la main, dessine les découpures du puzzle, qui lui permettent de guider sa scie sauteuse. Le polissage de chaque pièce occupe les derniers jours de la quinzaine. Il n’aime pas qu’on le regarde travailler. Tous les puzzles qu’il fabrique sont pleins de ruses et de pièges que Bartlebooth a de plus en plus de mal à éviter. Il considère la fabrication des cinq cent puzzles comme un tout, un gigantesque puzzle de cinq cents pièces dont chaque pièce aurait été un puzzle de sept cent cinquante pièces, chacun devant exiger une attaque, un esprit, une méthode, un système différents. En 1955, il achève le dernier des puzzles que Bartlebooth lui avait commandés. Il meurt le 29 octobre 1973, dans sa 63e année.
Comme le fait remarquer Claude Burgelin, la raison d'être de Winckler est de tendre des pièges à Bartlebooth. « C’est d’être ainsi sous sa coupe et les découpes de cet Autre-là qui à la fois met en fureur et fait jouir Bartlebooth. Une implacable dialectique du maître et de l’esclave se met tout aussitôt en place puisqu’on ne sait rapidement qui de Winckler ou de Bartlebooth est le maître de l’autre : celui qui déploie tant d’obstination renouvelée et de talent pour piéger Bartlebooth ou celui qui impose le contrat et voue au néant le travail et la subtilité de Winckler quinzaine après quinzaine.
« Même si on ne nous explique pas clairement ce qu'il reproche à Bartlebooth, l’absurdité du projet de son projet va entamer le sens de la vie de Winckler et l’amène à réagir sourdement. La joute du puzzle se double ainsi d’un affrontement sous-jacent entre le simple mortel et le faux dieu, entre l’artisan et le maître des arts, et Bartlebooth finira par perdre. »

## Construction
Dans la lignée des conceptions de l'Oulipo, les contraintes de construction sont pour Perec le moyen de fabriquer une machine à raconter des histoires. Les programmes préparatoires sont pour lui ce qu'étaient plans et scénarios pour Flaubert et Zola.

### L'immeuble
L'immeuble dont la façade aurait été enlevée provient à la fois du roman de Lesage, Le Diable boiteux, et des maisons de poupée dont Perec possédait plusieurs catalogues.
L'une des sources est un dessin de Saül Steinberg qui représente un meublé dont une partie de la façade a été enlevée, laissant voir l’intérieur de quelque vingt-trois pièces. « Ce que je fais en littérature ressemble beaucoup à ce que fait Steinberg en graphisme : comme lui, j’aime changer d’échelle en cours d’histoire. »

### Les contraintes
Les contraintes principales régissant le roman ont été exposées par Perec dans Espèces d'espaces ainsi que dans un article intitulé Quatre figures pour La Vie mode d'emploi.

#### Polygraphie du cavalier

Plan de l'immeuble et polygraphie du cavalier ; en rouge, les numéros des chapitres.

Dans le damier que représente l'immeuble, le passage d'une pièce à l'autre, et donc l'ordre des chapitres obéit à une règle précise, la polygraphie du cavalier ou algorithme du cavalier. Perec en a exposé les raisons : « Il aurait été fastidieux de décrire l'immeuble étage par étage et appartement par appartement. Mais la succession des chapitres ne pouvait pas pour autant être laissée au seul hasard. J'ai donc décidé d'appliquer un principe dérivé d'un vieux problème bien connu des amateurs d'échecs : il s'agit de faire parcourir à un cheval les 64 cases d'un échiquier sans jamais s'arrêter plus d'une fois sur la même case. […] Dans le cas particulier de La Vie mode d'emploi, il fallait trouver une solution pour un échiquier de 10 x 10. J'y suis parvenu par tâtonnements, d'une manière plutôt miraculeuse. La division du livre en six parties provient du même principe : chaque fois que le cheval est passé par les quatre bords du carré, commence une nouvelle partie. »
Comme le fait remarquer Bernard Magné, « ce que réussit la polygraphie de La Vie mode d’emploi, c’est non seulement une discontinuité construite, mais encore une continuité recouverte. À la mise en pièces correspond une mise ensemble, et si le puzzle est la figure clé de La Vie mode d’emploi et plus généralement de l’écriture perecquienne, c’est bien parce qu’il est fondé sur ce double geste.

#### Bi-carré latin orthogonal d'ordre 10
Perec a résumé le fonctionnement de cette structure mathématique et ses applications romanesques :
« Le plus simple est de partir d'un bi-carré latin d'ordre 3. Supposons une histoire en trois chapitres dans laquelle s'agitent trois personnages respectivement nommés Dupont, Durand et Schustenberger. Dotons ces individus de deux séries d'attributs : d'une part, des coiffures, soit un képi (K), un melon (M) et un béret (B) ; d'autre part des choses (?) que l'on peut tenir à la main : un chien (C), une valise (V) et un bouquet de roses (R). Le problème est alors de raconter une histoire dans laquelle les trois personnages auront tour à tour ces six éléments, mais n'auront jamais les deux mêmes. La formule suivante :
|   | Dupont | Durand | Schustenberger |
| - | ------ | ------ | -------------- |
| 1 | KV     | BR     | MC             |
| 2 | BC     | MV     | KR             |
| 3 | MR     | KC     | BV             |

qui n'est rien d'autre qu'un bi-carré latin d'ordre 3 (trivial) donne la solution du problème : dans le premier chapitre Dupont aura un képi et une valise, Durand un béret et des roses, Schustenberger un melon et un chien ; dans le second Dupont aura un béret et un chien, Durand un melon et une valise, Schustenberger un képi et un bouquet de roses ; dans le troisième Dupont portera un melon et un bouquet de roses, Durand en képi promènera son chien et Schustenberger en béret coltinera une valise. »
Dans La Vie mode d'emploi, ce sont 21 fois 2 séries de 10 éléments qui sont ainsi permutés et qui déterminent les éléments constitutifs de chaque chapitre.
Dans une version préparatoire manuscrite, Perec envisageait un bi-carré d'ordre 14 qui se serait superposé à un immeuble. La répartition des pièces des quatre appartements d'un même étage se serait faite en deux quatrains et deux tercets : quatre pièces, trois pièces, trois pièces, quatre pièces. Cet arrangement aurait pu être permuté selon diverses formes. Perec prévoyait quarante chambres de bonne et quarante trois appartements. Les déplacements sur la grille 14 x 14 se seraient faits en spirale partant du centre de la grille. »

#### Pseudo-quenine d'ordre 10
Perec expose dans Quatre figures pour La Vie mode d'emploi la polygraphie du cavalier, qui règle l’ordre des 99 chapitres du roman, ainsi que le bi-carré latin qui gouverne la distribution des 42 éléments obligatoires pour chaque chapitre. Mais il n'évoque plus la pseudo-quenine dont il est question dans Espèces d’espaces, qui régit la répartition des citations et des allusions littéraires et picturales.
La vraie quenine est définie dans l’Atlas de littérature potentielle : « La quenine est une généralisation de la sextine, inventée par le troubadour Arnault Daniel, et illustrée entre autres par Dante et Pétrarque. Une quenine de n est un poème de n strophes où chaque strophe a n vers terminés par les mêmes mots-rimes qui se déplacent selon la permutation suivante. Un mot qui est à la place p, pour p < = n/2 vient à la place 2p et un mot qui est à la place p, p > n/2, vient à la place 2n + 1 – 2p. On impose en outre que les ordres des mots-rimes dans toutes les strophes soient distincts. Il existe potentiellement des quenines de 5, 6, 11, 14... »
La quenine est une permutation réglée, mais il n’existe pas de vraie quenine d’ordre 10. La permutation d’une pseudo-quenine est donc réglée selon un algorithme voisin, mais différent. Dans un bi-carré, permuter une colonne ou une ligne revient à modifier les places de 10 chiffres dans les lignes ou les colonnes, en laissant en l’état les autres. Il s’agit donc d’une permutation minimale. En recourant à la pseudo-quenine, Perec obtient une permutation maximale telle que d’un état à un autre aucun des 100 couples de chiffres n’occupe la même place. La pseudo-quenine d’ordre 10 appliquée aux colonnes engendre 9 nouveaux bi-carrés et 9 autres différents appliqués aux lignes, soit 18 bi-carrés. Bi-carré et pseudo-quenine correspondent à deux systèmes de permutation opérant à des niveaux différents. Le bi-carré latin réalise la permutation des paires de listes de 10 éléments, la pseudo-quenine réalise la permutation des éléments du bi-carré latin. C’est une permutation de permutation. Il s’agit essentiellement d’éviter l’application mécanique du bi-carré à la gestion des listes. Il s’agit de dissimuler les échafaudages.

#### La liste des listes
Cette liste récapitule les thèmes des 42 contraintes et leurs dix valeurs possibles.
Extrait :
|   |            | 1                 | 2                     | 3                          | 4                 | 5                         | 6                    | 7                   | 8                   | 9                        | 0                             |
| - | ---------- | ----------------- | --------------------- | -------------------------- | ----------------- | ------------------------- | -------------------- | ------------------- | ------------------- | ------------------------ | ----------------------------- |
| 1 | position   | agenouillé        | descendre ou accroupi | à plat ventre              | assis             | debout                    | monter               | entrer              | sortir              | couché sur le dos        | un bras en l'air              |
| 1 | activité   | peindre           | entretien             | toilette                   | érotique          | classement ranger         | se servir d'un plan  | réparer             | lire ou écrire      | tenir un morceau de bois | manger                        |
| 1 | citation 1 | Flaubert          | Sterne                | Proust                     | Kafka             | Leiris                    | Roussel              | Queneau             | Verne               | Borges                   | Mathews                       |
| 1 | citation 2 | Mann              | Nabokov               | Roubaud                    | Butor             | Rabelais                  | Freud                | Stendhal            | Joyce               | Lowry                    | Calvino                       |
| 2 | 3e secteur | fait divers       | biblio                | article diction. réglement | Faire-part        | recette cuisine           | prospectus pharmacie | agenda calendrier   | programme           | dictionnaire             | mode d'emploi guide vademecum |
| 2 | ressort    | revenir de voyage | recevoir une lettre   | établir une filiation      | appât du gain     | baigner dans la nostalgie | faire un rêve        | "créer"             | résoudre une énigme | poursuivre une chimère   | ourdir une vengeance          |
| 7 | tableaux   | Anolfini          | St Jérôme             | Les Ambassadeurs           | Chute d'Icare     | Ménines                   | La Tempête           | Metsys              | Carpaccio           | Bosch                    | Baugin                        |
| 7 | livres     | Dix petits nègres | Disparition           | Cristal qui songe          | Moby Dick         | Conversions               | Pierrot mon ami      | 100 ans de solitude | Hamlet              | Le cycle du Graal        | Ubu                           |
| 9 | sentiments | indifférence      | joie                  | douleur                    | ennui             | colère                    | angoisse             | étonnement          | haine               | amour                    | ambition                      |
| 9 | peinture   | mur nu            | dessin                | gravure                    | aquarelle gouache | tableau                   | reproduction         | cartes et plans     | photos              | affiches                 | cartes postales               |

#### Utilisation
Les 42 thèmes sont associés par deux et ventilés dans 21 bi-carrés latins auxquels sont appliqués les règles de la pseudo quenine.
Le résultat pour le premier bi-carré latin, disposant les positions et les activités, est le suivant :
Les 42 éléments de chaque case sont ensuite regroupés et donnent la liste des contraintes à respecter pour un chapitre (dont l'ordre dans la narration est donné par la polygraphie du cavalier).
Ainsi le chapitre 71 devra intégrer les éléments suivants : À plat ventre / entretien / Kafka / Roubaud / 2 personnes / amis / prospectus pharmacie / baigner dans la nostalgie / peinture brillante / parquet mosaïque / avant-guerre / Afrique du Nord / Regency / Fauteuil / 6 pages / institutions / jeune homme 18-35 / araignée / blouson / brodé / velours / orange / gants / briquet / lettre / musique militaire / Bosch / le Graal / eau / pain / cendriers / cartes à jouer / haine / cartes et plans / octogone / cylindre / plantes grasses / or, argent.
Mais l'utilisation d'un élément laisse la place à l'imagination : « Marteau, ça peut être poisson-marteau, un marteau pour taper, un type qui est complètement marteau ou une scie des années soixante, Si j’avais un marteau. »

#### Les citations
Citer un auteur ou un livre est la seule contrainte que l'on retrouve à trois reprises dans la liste des listes : citation 1, citation 2, et livres. Mais le camouflage préside à leur intégration dans le texte du roman : « Par exemple, la description du dernier puzzle de Bartlebooth, "petit port des Dardanelles près de l’embouchure de ce fleuve que les anciens appelaient Maiandros, le Méandre" dissimule, mais légèrement modifié, un passage de La Fugitive, de Proust. » De la même manière, une partie de la description du magasin de Madame Marcia provient de La Montagne magique de Thomas Mann.
Ce jeu de leurres fait partie intégrante de la pratique d'écriture de Perec : « un jeu d’incisions, de découpures et de découpages, vers un texte mutilé, relu et réécrit, au moyen de greffes adroites favorisant un nappage subtil de l’écriture de l’autre. »
Cette manière de réutiliser un autre texte « est tout à la fois cassure (elle découpe un fragment dans le texte source et interrompt par sa présence le texte d’accueil), suture (elle insère le fragment prélevé dans le texte d’accueil en rétablissant, par un effet de nappage, une apparente continuité de surface) et couverture (elle dissimule l’emprunt ou le déguise). »

#### Contraintes supplémentaires
Perec s'est donné quatre contraintes supplémentaires, qui ne sont pas réglées par le système de permutations. Il s'agit, dans chaque chapitre :
- d'utiliser un nombre de deux chiffres correspondant aux coordonnées de la pièce dans le plan-damier ;
- de faire une allusion à un événement quotidien survenu pendant la rédaction du chapitre ;
- d'utiliser des documents spéciaux ou de faire allusion à des objets particuliers ;
- de faire allusion à un autre de ses livres[26].

#### Clinamen
Le clinamen est une notion chère à l'Oulipo et à Perec.

« Il faut – et c'est important – détruire le système des contraintes. Il ne faut pas qu'il soit rigide, il faut qu'il y ait du jeu, comme on dit, que ça grince un peu ; il ne faut pas que ça soit complètement cohérent, il faut un clinamen – c'est dans la théorie des atomes d'Épicure : « Le monde fonctionne parce que, au départ, il y a un déséquilibre. » Selon Klee, « le génie, c'est l'erreur dans le système. »

Le principe du clinamen peut également avoir une influence sur les éléments narratifs :« Il faut noter que cette impossibilité – ou plutôt ce refus – de laisser le système se refermer entièrement sur lui-même aura sa contrepartie dans l’incapacité de nombreux personnages à se rendre jusqu’au bout de projets qui se veulent totalisants. »
La Vie mode d'emploi comporte de nombreux clinamens, par exemple :
- Dans les 42 éléments qui constituent le Cahier des charges de chaque chapitre figurent deux éléments qui concernent la liste elle-même : Faux et Manque. Ils imposent l’un la transformation, l’autre la suppression d’un élément de la liste. Ainsi chaque chapitre comporte en réalité non pas 42 contraintes mais 41[45].
- Un clinamen dans la polygraphie du cavalier réduit le nombre de chapitres de 100 à 99.
- Dans le chapitre LXXIII, « il fallait qu'il soit question de linoleum, il fallait que sur le sol il y ait du linoleum, et ça m'embêtait qu'il y ait du linoleum. Alors j'ai appelé un personnage Lino – comme Lino Ventura. Je lui ai donné comme prénom Lino et ça a rempli pour moi la case Linoleum[46]. »

« Ça, c’était ma cuisine, un échafaudage que j’ai mis près de deux ans à monter, et qui ne me servait que de pompe à imagination. À partir de là, je faisais entrer dans le livre tout ce que je voulais raconter : des histoires vraies comme des histoires fausses, des passages d'érudition complètement inventés, d'autres qui sont scrupuleusement exacts. Le livre était devenu une véritable machine à raconter des histoires, aussi bien des histoires qui tiennent en trois lignes que d'autres qui s'étalent sur plusieurs chapitres. »

### LeCahier des charges
Le Cahier des charges a été publié en 1993. Il comprend :
- un carré manuscrit représentant l'ordre des chapitres selon la polygraphie du cavalier ;
- un plan manuscrit de l'immeuble indiquant les noms des occupants de l'immeuble, actuels et anciens [49];
- la liste des listes recensant les 42 contraintes et leurs 10 valeurs possibles[50] ;
- les 21 bi-carrés latins manuscrits ventilant par couples les 42 contraintes ;
- un feuillet manuscrit de notes préparatoires à la conférence au Cercle Polivanov du 17 mars 1978 ;
- une distribution manuscrite colorée de la longueur de chaque chapitre, résultat de la contrainte 4c de la liste des listes ;
- un manuscrit partiellement rempli intitulé: 99 choses à apprendre sur B ;
- un cahier de citations correspondant aux contraintes Citations 1 et Citations 2 ;
- un cahier Allusions et détails correspondant aux contraintes Tableaux et Livres, ainsi qu'à la contrainte Couples (Laurel/Hardy, Faucille/Marteau) ;
- 99 feuillets manuscrits récapitulant les contraintes par chapitres, où sont cochées celles qui sont remplies[51].

La réception du Cahier des charges a connu deux phases. Une première, euphorique, avec la découverte des principaux rouages de la machine, mais réductrice car la lecture d’un chapitre se bornait dès lors à repérer dans le texte du roman ce qui provenait des contraintes énumérées dans le folio correspondant du Cahier des charges. Une deuxième phase a privilégié l'aspect romanesque par rapport à l’archéologie génétique.

### Un texte oulipien?
La Vie mode d'emploi a de nombreux aspects oulipiens : utilisation de contraintes, (dont « le statut est fondamental), clinamen, application du principe de Roubaud. » Il s'en détache cependant par certains aspects. Bernard Magné en a relevé quelques-uns :
- affichage des « échafaudages » : le souci du comment ça marche l’emporte sur celui du cryptage, car la séduction du lecteur, à quoi Perec tenait beaucoup, passe sans conteste par quelques effets de dévoilement ;
- actualisation : éloignement du principe : une contrainte = pas forcément un texte. S’il y a, dans La Vie mode d’emploi, des lectures potentielles (par exemple à partir de l’index), l’essentiel du livre repose malgré tout sur l’actualisation, la réalisation effective de ce que les contraintes permettent. C’est la totalité des matériaux narratifs qui est utilisée, avec un souci d’exhaustivité ;
- longueur : l’Oulipo tend à privilégier les productions brèves reposant sur le principe : une contrainte et un texte d’application, La Vie mode d’emploi construit un réseau articulé de contraintes, et c’est par l’articulation que sont produits les effets de sens. Les contraintes surdéterminent le texte, mais elles sont à leur tour surdéterminées par de multiples relations[54].

## Structure du roman

### Titre
Perec a déclaré que ce titre, dont il ne savait pas trop ce qu'il voulait dire, s'était « imposé », avec, au fil des mois et des années, de minuscules variations : La Vie ; La Vie (mode d’emploi) ; La Vie : mode d’emploi ; La Vie, mode d’emploi ; La Vie mode d’emploi. Pour lui, c’est une « apposition-opposition » : exubérance et mise en ordre, « une opposition entre la vie et le mode d’emploi, entre la règle du jeu que l’on se donne et le paroxysme de la vie réelle qui submerge, qui détruit continuellement ce travail de mise en ordre ». Mais il ne s’agit pas d’une leçon de vie, plutôt d’une tentative de description.
Pour certains la signification précise de ce titre demeure mystérieuse, à tout le moins incomplète. Comment comprendre ce titre sans virgule ? L’ambition de donner un mode d’emploi à la vie apparaît d’emblée ou comme insensée ou comme nécessairement ironique.
Pour d'autres, le titre forme comme un appel de sens, qui suscite un besoin d’interprétation, un décryptage de la part du lecteur. Pour s’engager dans la lecture, il faut assigner une signification au titre (qui sera confirmée ou infirmée par la lecture). C’est le choc de deux exigences contradictoires que révèle le titre : d’une part la Vie (le non-ordre), d’autre part le mode d’emploi (la mise en ordre).
Mais qu’on entende ce titre-programme du côté de la recette, du constat, de la provocation, de l’inventaire, de l’utopie, c’est de toute façon l’impossible, l’irréalisable. Et si c’est la vie réifiée, l’inacceptable.

### Sous-titre
L'ambition de Perec, pour ce livre, était de « mettre au point une machine à produire des romans. » Le sous-titre est ainsi romans au pluriel : « C’est un roman qui raconte des romans, des romans potentiels, qui ne seront pas tous forcément développés. Un seul l’est vraiment, l’histoire de Bartlebooth et de son jumeau Winckler.

### Exergues
L'exergue du roman : « Regarde de tous tes yeux, regarde. (Jules Verne, Michel Strogoff) » incite à une lecture attentive. Mais l'exergue du préambule : « L’œil suit les chemins qui lui ont été ménagés dans l’œuvre (Paul Klee, Pädagogisches skizzenbuch [Esquisses pédagogiques], 1925) prévient le lecteur qu'il ne verra pas tout, du moins à la première lecture.

### Préambule: l’art du puzzle
Le préambule sur l'art du puzzle est répété au chapitre XLIV, à propos de Winckler. C'est un avertissement au lecteur du travail de reconstitution qui l’attend, comme si l’auteur se contentait de livrer les pièces en vrac d’une image d’ensemble qu’il se refuse à rendre lisible d’emblée. Ce préambule a une fonction de mode d’emploi du roman. Le véritable commencement, c’est la règle du jeu.
Le préambule est fondamental. Il donne le mode de lecture du roman, sa clé au sens musical du terme. Il indique comment le texte doit être interprété, comment on peut jouer avec. Le texte, comme objet fabriqué, est une sorte de partition qui nécessite l’intervention d’un exécutant, d’un lecteur qui lui donne sens, l’ordonne et par là lui donne vie.
Pour Jacques Roubaud, « le préambule sur l’art du puzzle, c’est aussi évidemment quelque chose sur l’art du romancier. Il doit « puzzler » le lecteur (le rendre perplexe (quoique après coup) : esthétique de la perplexité). Mais il ne peut le faire ni par le traitement mécanique (le découpage industriel), ni par le découpage au hasard. Le rôle de la contrainte (des contraintes) est de lui permettre de prendre la voie de la « mesure » (mezura) entre le métrique et le chaotique (la voie rythmique donc). »

### Les 99 chapitres

#### LeCompendiumdu chapitre LI
Au milieu du livre, dans le seul chapitre dont le titre est précédé d'un article défini, Le chapitre LI, se trouve ce que la critique a nommé le Compendium. Il s'agit de 179 affirmations (formant trois blocs de soixante, soixante et cinquante-neuf vers) qui évoquent chacun l'un des personnages du roman en résumant son histoire. Chaque « vers » comporte soixante signes typographiques, incluant les blancs, et chacun des trois blocs est traversé par une lettre en diagonale, de haut en bas, et de droite à gauche. Pour le premier, il s’agit d’un A, pour le second d’un M et pour le troisième d’un E.
Les personnages ne sont pas nommés. Au lecteur de les identifier, ce qui s'avère impossible à la première lecture pour ceux qui n'apparaîtront que dans les chapitres suivants. Ce « foyer de concentration d’éléments convergents » fait disparaître les personnages au profit des événements dont ils sont les principaux actants, se voyant ainsi noyés dans le flux événementiel.

### Le chapitre XCIX
Le dernier chapitre du roman commence par une épigraphe : « Je cherche en même temps l'éternel et l'éphémère », phrase provenant du roman Les Revenentes. Ce qui a inspiré à Paul A. Harris ce commentaire : « L'éphémère autant que l'éternel sont liés à la mort, mais de points de vue opposés. L'éphémère est le présent absolu, la frontière du présent pur ; l'éternel reste inchangé, pas tant statique que libre de frictions. Cette double relation à la mort est comprise dans la dynamique de l'écriture de Perec. Le royaume de la mémoire et de l'écriture s'étend entre l'éphémère et l'éternel : un monde d'ombres composé de présences sans substance, souvenirs vacillants, signes susceptibles d'une transformation incessante. »

« C'est le vingt-trois juin mille neuf cent soixante-quinze et il est va être huit heures du soir. Assis devant son puzzle, Bartlebooth vient de mourir. Sur le drap de la table, quelque part dans le ciel crépusculaire du quatre cent trente-neuvième puzzle, le trou noir de la seule pièce non encore posée dessine la silhouette presque parfaite d'un X. Mais la pièce que le mort tient entre ses doigts a la forme, depuis longtemps prévisible, dans son ironie même, d'un W. »

« La fin de La Vie mode d’emploi est peut-être la plus bouleversante, où il nous est révélé que l’ensemble du livre tient dans l’instant de la mort de Bartlebooth. Du coup, le livre est réduit à néant (le passé n’est que fiction, la fiction n’est que ce qui est passé) ; la toile de Valène, réplique de l’auteur, restera vide. »

### Le chapitre manquant
La Vie mode d'emploi comprend 99 chapitres, au lieu des 100 qui devraient correspondre à un carré de 10 x 10. Cela s'explique par un clinamen dans la polygraphie du cavalier, qui n'est pas passé dans la case inférieure gauche du schéma de l'immeuble.
Perec en a rendu responsable celle qui figure à la fin du chapitre LXV et au vers 100 du Compendium : « La petite fille qui mord dans un coin de son petit-beurre Lu. »
Il s'en est expliqué : «Regardez quand un enfant mord dans un petit-beurre : il commence toujours par croquer l'un des quatre coins. Là, une petite souris a mangé une des pièces. Cela m'a servi à détruire les symétries, à dissimuler les structures. »
Le choix de cet emplacement particulier a été commenté : C’est l’allégorie du manque, au coin inférieur gauche de l’immeuble, position déjà évoquée dans W ou le souvenir d’enfance, « où se tissent, inextricablement, dans un souvenir reconstruit, les trois motifs de la famille, de la judéité et de l’écriture. »

### Épilogue
Le court épilogue qui suit le chapitre XCIX et dernier relate la mort de Valène, quelques semaines après celle de Bartlebooth. Dans sa chambre, une grande toile carrée, pratiquement vierge. « Quelques traits au fusain, soigneusement tracés, la divisaient en carrés réguliers, esquisse d'un plan en coupe d'un immeuble qu'aucune figure désormais, ne viendrait habiter. »
Cet épilogue sort du cadre narratif : un narrateur différent de celui qui a décrit les pièces de l’immeuble, raconte la mort du personnage à la voix duquel on peut rattacher cette description. « D’un coup, Perec fait basculer dans l’irréalité tout ce que le roman s’est ingénié à faire prendre corps dans les quelque six cents pages qui ont précédé. Ce qui, au fil des pages s’est imposé comme la description objective de l’immeuble et de ses habitants bascule d’un coup dans la fiction ou, du moins, dans la représentation imaginaire. Le lecteur se révolte face à cet incroyable coup d’éponge : mais non, a-t-il envie de réclamer, je sais bien ce que j’ai lu, vous ne pouvez pas faire cela ! Dans sa révolte, le lecteur affirme du même coup la réalité de la fiction, le pouvoir souverain de l’imagination – ce qui est le but recherché. »

#### Plan de l'immeuble
Après l'épilogue est fourni un plan de l'immeuble qui répertorie, sans indication d'étage, les habitants présents et anciens de chaque appartement, dont les pièces ne sont pas dessinées, sans indication du carré de 10 x 10 servant de structure, ni des mouvements du cavalier donnant l'ordre des chapitres.
Ce plan en partie énigmatique doit être interprété. Le regard n’est pas guidé, c’est au lecteur de choisir les itinéraires de visite, d’opérer classements et mises en relations dans le roman. C’est à lui de penser un texte qui est en quelque sorte ouvert et non plus clos sur lui-même.

#### Index
Pour Perec, les quelque 3000 entrées de l'index se rattachent au fonctionnement du livre : « Le livre est le puzzle terminé, tandis que les entrées de l'index fonctionnent comme les pièces à partir desquelles on peut reconstituer tout le livre. » Son rêve était « que les lecteurs jouent avec le livre, qu’ils se servent de l’index, qu’ils reconstruisent, en se promenant dans les chapitres, les histoires dispersées, qu’ils voient comment tous les personnages s’accrochent les uns aux autres et se rapportent tous, d’une manière ou d’une autre, à Bartlebooth, comment tout cela circule, comment se construit le puzzle. »
Jean-François Chassay a identifié quatre fonctions dans cet index :
- reproduire ce qui est dans le texte, mais aussi répondre à certaines questions laissées en plan par ce dernier[f] ;
- aplatir le texte, en déhiérarchisant le personnel romanesque en en proposant un nivellement : par le biais du patronyme, l'index renouvelle l'effet produit par le Compendium ;
- présenter des individus « réels », qui ne sont que mentionnés dans un titre de livre, de conférence, de toile, lui-même fictif ;
- tout inclure, y compris le lieu d'impression du livre, ou les noms d'auteurs ayant publié « dans la même collection[g] ».

Claude Burgelin y voit une poétique : « Les soixante-dix pages de l'index mêlent avec aplomb personnages vrais et fictifs : plus rien n'est contrôlable. Le savoir, la mémoire et la fiction se sont emmêlés. Pris dans la même dérive ? Non pas, l'index est impeccable. La Vie mode d'emploi invente sa propre érudition et Perec la gouverne avec virtuosité. C'est un nouvel espace de jeux qu'il ouvre, ou jeux de la mémoire, de la fiction ou de la combinatoire (l'assemblage et le désassemblage de tous ces noms) jouent constamment entre eux. »

#### Repères chronologiques
Les repères chronologiques , s'ils s'achèvent avec la mort de Valène le 15 août 1975, commencent bien avant le cadre temporel fictif du roman, 52 ans avant la construction de l'immeuble, en 1885. Leur complétude, leur véracité, et les éventuels leurres qui pourraient s'y trouver n'ont pas encore été étudiés.

#### Liste de rappel de quelques histoires racontées
Cette liste, comprenant 107 lignes par ordre alphabétique et un renvoi aux chapitres dans lesquels commence chaque histoire, n'était pas prévue : « Quant à la table des matières des différentes histoires racontées, je l’ai établie aussi parce que c’était un livre dont je n’arrivais pas à me détacher, que je ne parvenais pas à abandonner. De même que dans le chapitre LI il y a ce Compendium, je voulais, à la fin placer un dernier adieu à toutes ces histoires. »
Les Repères chronologiques et le Rappel de certaines histoires se focalisent parfois sur des détails apparus mineurs à la lecture, déstabilisant celles-ci et provoquant un brouillage d’autant plus systématique entre les annexes et le texte que certaines histoires primordiales du roman sont aussi recensées. La résolution du puzzle devient donc soudainement fort aléatoire.

#### Post-scriptum
Le post-scriptum livre, sans aucun commentaire, une liste alphabétique de 30 auteurs (dont Perec) qui ont fourni des citations « parfois légèrement modifiées » faisant partie du roman.
Comme le fait remarquer Jacques Lecarme : «Ultime feinte, il désigne les auteurs pillés, mais ne localise ni les sources ni les résurgences. Le lecteur peut partir à la chasse aux réemplois ; on lui souhaite bonne chance, et bien du plaisir, pour cette relecture du palimpseste perecquien. »

## Aspects romanesques

### Structures narratives
« Deux structures narratives se superposent dans le roman : l’une est soumise au morcellement et, de ce point de vue, chaque pièce occupe effectivement, à quelques exceptions près, une place indifférente dans l’ensemble. Mais il y a aussi une trame narrative plus classique, formée par l’histoire principale autour de laquelle un grand nombre d’autres gravitent, et qui, elle, a un début, des péripéties, des effets de suspens et une fin assez classique. La grande habileté de Perec a été d’intégrer cette histoire parmi toutes celles qui sont prises dans la machine à éparpiller du grand puzzle. C’est un problème de dosage : faire en sorte que la tension de l’histoire centrale soit suffisante, sans pour autant qu’elle abolisse la perception de la structure éclatée. C’est pourquoi les éléments se rapportant à l’histoire centrale de Bartlebooth sont si parcimonieux dans le texte. »

### Effets narratifs
Comme le fait remarquer Gabriel Japovici, les effets narratifs ne sont pas faciles à définir avec précision : Tout s’éloigne de tout : chaque chose affirme son droit à notre attention mais nous oblige ensuite à nous demander pourquoi elle devrait se trouver là, puisqu’elle ne semble mener nulle part. Nous admirons cette profusion mais nous nous interrogeons : nous mène-t-il en bateau ? Ces gens-là ont-ils réellement existé ? Nous devons continuellement mettre en question notre sentiment de ce qui est probable et de ce qui, tout en étant sans doute réel, devient improbable. Le sens des diverses histoires qui sont racontées sur les personnages du livre n’émerge pas de quelque chose qu’elles contiendraient et qui viendrait à être révélé, mais de leur relation à toutes les autres histoires. Les personnages eux-mêmes ne savent pas pourquoi ils font ces choses-là. Ils les font, c’est tout. La forme de l’action est rendue avec clarté, mais la révélation est vidée de son impact. Cela signifie que l’on permet au temps et au hasard de se manifester avec la force qu’ils ont dans la vie réelle, une force que le roman traditionnel, du fait qu’il est lié à une métaphysique du destin et de la révélation, n’arrive jamais à transmettre. Perec renverse, en fait, le délicat équilibre entre premier plan et arrière-plan dont dépendent les romans pour produire leur effet de réalité.

### Le roman comme puzzle
La structure de La Vie mode d'emploi l'a fait comparer à un puzzle.« On peut, sans grande difficulté, transposer ce que dit Perec de l'art du puzzle à la lecture de son roman : une analyse au sens traditionnel du terme (retrouver les parties qui composent le tout) est futile, car c'est dans les connexions, dans les juxtapositions, dans les soudures des parties qu'émerge le sens toujours plus riche que ses parties. Ces soudures sont implicites. Elles participent du non-dit et ne s'actualisent que dans notre esprit. »
Cette analyse n'est pas toujours entièrement partagée : « Le puzzle n’est pas vraiment une métaphore du livre, mais présente un horizon de l’œuvre. Inachevé, il entre en cohérence avec une pratique du leurre et de la déception, une écriture de la trace et de l’absence. Certaines tentations de lecture sont mises en scène par le moyen de cette image : quête d’un sens, volonté de reconstituer le projet de l’auteur et la fabrique du texte, envie de se laisser prendre aux pièges de la fiction. »
Mais le roman peut également être vu comme une pièce d'un puzzle bien plus vaste, dessiné par tous les livres qui l’entourent, dans un formidable jeu d’emboîtement avec non seulement tous les livres antérieurs de Perec, mais aussi tous les livres auxquels il se réfère explicitement ou non.

#### Labyrinthe ou tangram
Au-delà du puzzle, La Vie mode d'emploi a été également comparée à un labyrinthe ou à un tangram.
- Labyrinthe, moins en référence à la célèbre définition des Oulipiens : « rats qui construisent le labyrinthe dont ils se proposent de sortir[80], que du fait de la structure du roman. « Les multiples labyrinthes de l’histoire dessinent un parcours indéfini qui ne renvoie en dernier ressort qu’à lui-même, parcours möbien qui circonscrit ses propres manques, jeu indéfiniment varié, aux innombrables entrées, inépuisable[81].
- Tangram, jeu que pratiquait assidument Perec[82], car l'un des buts du livre est de permettre au lecteur d’y prendre plaisir, le plaisir subjuguant de la narration romanesque, mais aussi le plaisir de démonter et recomposer le texte pour en obtenir des nouvelles histoires, des nouveaux sens, des nouvelles figures[83].

### L'auteur
À plus d'un titre, La Vie mode d'emploi est une entreprise autobiographique, lourde des drames qui ont marqué la vie de Perec (son père mort au front en 1940, sa mère déportée à Auschwitz), pleine de souvenirs, parfois anodins, et où « l'amitié, l'histoire et la littérature » comme l'indique l'incipit, affleurent à chaque page. Sur ce point, « Le chapitre LI », de façon toute métaphorique, offre l'expression la plus achevée de la place de Perec au sein de l'architecture de l'œuvre en listant l'ensemble des histoires racontées dans l'ouvrage :

« Il serait lui-même dans le tableau, à la manière des peintres de la Renaissance qui se réservaient toujours une place minuscule […] mais une place apparemment inoffensive, comme si cela avait été fait comme ça, en passant, un peu par hasard […], comme si cela ne devait être qu'une signature pour initiés […]. À peine le peintre mort, cela deviendrait une anecdote qui se transmettrait  de génération en génération […] jusqu'à ce que, un jour, on en redécouvre la preuve, grâce à des recoupements de fortune, ou en comparant le tableau avec des esquisses préparatoires retrouvées dans les greniers d'un musée […] et peut-être alors se rendrait-on compte de ce qu'il y avait toujours eu de particulier dans ce petit personnage […] quelque chose qui ressemblerait à de la compréhension, à une certaine douceur, à une joie peut-être teintée de nostalgie. »

— chapitre LI, Valène, chambres de bonne, 9
Ainsi, le Cahier des charges contient une rubrique « allusion à un événement quotidien survenu pendant la rédaction du chapitre ». Transparaissent ainsi dans le roman les lectures et les amis de l'auteur, sous la forme de références indirectes ou de « citations, parfois légèrement modifiées », les faits marquants de son existence et les infimes détails de son quotidien, les éléments d'une mythologie personnelle et les emprunts à ses propres œuvres antérieures — le W du souvenir et de la vengeance, la cicatrice, la saga familiale… Autant d'éléments qui permettent d'avancer que La Vie mode d'emploi est bien le livre d'une vie. Et ces marques discrètes, que Bernard Magné a désignées sous l'appellation d'« æncrages » — encrage/ancrage — font de la Vie mode d'emploi un livre intime, et parfois même intimiste.
C'est un travail de mots croisés qui forme la trame d’un roman total, rassemblant les connaissances et les expériences d’une vie. Dessinant un parcours, l’auteur se définit à travers ce parcours.

### Le narrateur
Le narrateur du roman reste indéterminé. Perec a d'abord déclaré qu'il s'agissait de Valène : « Le livre est l’histoire du combat de Bartlebooth avec Winckler son frère jumeau, celui qui fait les puzzles et qui a trouvé le moyen de faire disparaître de l’aquarelle reconstituée les traces de découpures. Et tout cela raconté par un troisième personnage, le narrateur, qui est censé peindre la maison. » Mais l'année suivante, il évoque « ce quatrième personnage qui n’apparaît jamais : le narrateur. »
Bernard Magné fait remarquer que dans les premiers chapitres du manuscrit initial, le narrateur était bien Valène, qui racontait à la première personne. C’est seulement à partir du chapitre XVII que s’était imposé un narrateur au définitif anonymat. Il considère les différentes interprétations qu'a donné Perec non pas comme une erreur, mais comme un des nombreux leurres qu'il prenait un malin plaisir à disposer dans et autour de son œuvre.

### Le lecteur
Perec joue avec le lecteur, et en même temps se joue de lui.
Perec met dans les mains du lecteur un « livre potentiel. Je voudrais qu’après l’avoir terminé, le lecteur le reprenne, joue avec lui, invente à son tour. C’est ainsi que beaucoup d’histoires sont « réservées », non explicitées, et que subsistent des énigmes, pareilles aux pièces manquantes d’un puzzle. »
Car cette « formidable machine à narrer » autorise des parcours interprétatifs multiples, en laissant une importante marge de manœuvre au lecteur
Mais le « lecteur innocent » est la victime de nombreuses ruses énonciatives. Ainsi, au chapitre LVIII, Olivier Gratiolet lit dans une histoire de l'anatomie un texte de Béroalde de Verville. Mais comme le fait remarquer Bernard Magné, « Bien entendu ce texte ne doit rien à Béroalde de Verville. Il correspond en réalité à une citation programmée de Jacques Roubaud, en l’occurrence un passage de son Autobiographie, chapitre dix. Mais Roubaud a lui-même emprunté ce texte à Louve basse, de Denis Roche, lequel l’avait recopié dans un rapport d’autopsie. La morale de cette histoire, c’est que chez Perec un texte peut toujours en cacher un autre. Confronté à un texte instable, piégé, incertain, discontinu, le lecteur se doit d'être à la fois méfiant et confiant, sans jamais céder à la tentation d’une illusoire et fantasmatique reconstruction. »
S'il éprouve un léger malaise car il ne sait jamais au fond ce qui lui est demandé, le lecteur doit surtout reconstituer des histoires, être actif, conscient, créateur, sous peine d’être complètement perdu. Car « le lecteur est condamné à l’expérience de l’incomplétude, tout en ayant l’impression que la totalité existe : on a quand même le livre entre les mains ! Mais ce livre ne cesse d’échapper à la compréhension, de se refuser, comme s’il fuyait vers l’intérieur, vers là où il est sûr de nous égarer si on décide de le suivre.

« Mais s’il y a secret, il n’est certainement pas où nous l’allons chercher. »

### Niveaux de lecture
Benoît Peeters a identifié trois niveaux de lecture possibles :
- une lecture romanesque, avec de multiples personnages, une profuse matière narrative, une foisonnante variété de détails ;
- des structures d'ensemble, bi-carré latin, polygraphie du cavalier, pseudo-quenine, qui peuvent amener à vouloir reconstituer le mode d'emploi ;
- des secrets, des cryptages, comme les contraintes supplémentaires, les allusions, les citations, point de départ d'une patiente exégèse.

Il privilégie le premier niveau. Pour lui, « il n’est à aucun moment nécessaire pour le lecteur de percevoir le jeu citationnel, celui-ci n’étant qu’une simple prime pour l’érudit, prime pouvant fonctionner comme un aimable passe-temps ou comme un effroyable piège à herméneute : la lecture ne doit nullement se confondre avec une reconstitution de ce que fut le périple de l’écrivain. Pourquoi s’efforcer de reconstituer laborieusement le dispositif délibérément retiré par l’écrivain ? »
Jacques Lecarme abonde dans son sens : « Il n’est pas sûr que l’inventaire des secrets de l’atelier et des archives du peintre ne détruise pas un effet spécifique du roman. Ainsi que Jacques-Denis Bertharion : « Le lecteur peut ignorer totalement les contraintes qui ont nourri le roman sans pour autant être gêné ou bloqué dans son activité. Perec fait une nette distinction entre la démarche de l’écriture et les compétences mises en jeu par la lecture. Le roman n’a pas pour objectif de proposer au lecteur un déchiffrage de ses contraintes organisatrices. Ces contraintes ont été sciemment dissimulées dans le texte. C’est un fait que l’on perd rapidement de vue en s’immergeant dans les manuscrits préparatoires. Même remarque chez Danielle Constantin, qui a étudié les manuscrits préparatoires : « Le dévoilement du Cahier des charges a eu un impact de taille sur la réception du roman. Il n'est pas certain que cette ère interprétative ait toujours constitué une amélioration, surtout dans les cas où les listes des contraintes sont devenues des devinettes dont les réponses seraient dans le texte. »
Bernard Magné, spécialiste des décodages et éditeur du Cahier des charges, défend une double approche : « La lecture naïve n’est qu’une étape, une illusion passagère ; elle ne saurait constituer un mode d’emploi exhaustif. De la même façon, la mise au jour des contraintes peut comporter de graves inconvénients et en définitive une lecture « savante » ou « archéologique » qui se bornerait au repérage des règles de construction serait tout aussi illusoire. La lecture naïve, attentive au seul référent, et la lecture archéologique, attentive au seul signifiant, sont toutes les deux illusoires parce que réductrices, l’une soumettant le texte aux règles de la logique « ordinaire », l’autre le ramenant à l’exécution mécanique d’un programme préétabli. »
Même approche chez Mariano D'Ambrosio, qui incite le lecteur à prendre plaisir à suivre les péripéties romanesques, tout en gardant à l'esprit le jeu de construction auquel s'est livré l'auteur pour organiser l'ensemble, « un peu à la manière dont James Sherwood trompe son ennui en se laissant entraîner dans une recherche de preuves de l'authenticité du « Saint Vase », habilement orchestrée par des escrocs dont il n'est pas vraiment dupe. »

### Temps et espace
Tout le roman se passe pendant la « monstrueuse dilatation d’une minute de la vie d’un immeuble. » Contrairement à Bartlebooth qui s’abstrait de l’histoire et nie le temps, Perec introduit le temps pour raconter des histoires. Contrairement au temps traditionnel des romans orientés vers l’avenir, le temps du roman est orienté vers un passé dont les objets et les personnes de l’immeuble gardent encore la trace. Mais ce mouvement de retour sur le passé, de remontée dans le temps, butte constamment sur la question d’une impossible et improbable origine. Comme Perec, ses personnages n’ont pas d’enfance et presque pas de parents.
Dans La Vie mode d’emploi, différentes formes de représentations spatiales se superposent et s’entremêlent. Le plan de l’immeuble avec la mention de ses habitants reproduit en clôture du récit romanesque est la projection de la toile que ne parviendra jamais à peindre Valène. Le plan de l’immeuble fonctionne pour le lecteur comme un index spatial. En effet la non-linéarité des nombreux récits de La Vie mode d’emploi amène ce dernier à tenter de se situer dans le récit et de relier les fragments que constituent chacune des histoires des personnages.
« La Vie mode d'emploi raconterait peut-être l'histoire de la disparition de l'espace au profit du temps. Raconter une histoire se fait dans le continu, dans le temps. La Vie mode d'emploi serait donc un temps qui dit le temps, un livre qui fait ce dont il parle. Faire disparaître l'espace est une contrainte qui ressemble fortement à un lipogramme. Mais il ne s'agit ici ni de lettres ni de mots qui disparaissent, mais d'un concept. La Vie mode d'emploi serait l'histoire de cette disparition. »

## Rédaction

### Chronologie
Il est possible de reconstituer certaines étapes de l'écriture du roman.
- 1967 : À l'Oulipo, Claude Berge propose à Jacques Roubaud et Georges Perec de travailler sur le bi-carré latin[32].
- En 1969, dans le Petit traité invitant à la découverte de l'art subtil du go, allusion aux illustrations du Genji Monogatori : Un rouleau peint « nous permet d'apercevoir nous aussi, à partir d'un point situé à peu près sur le toit de la pièce (supposé enlevé comme dans Le Diable boiteux), Genji, Utsumeni, Nokiba, et les quelques pierres blanches et noires qui témoignent de l'état de la partie[103]. »
- Fin 1969, pendant la reconstitution d'un gigantesque puzzle représentant le port de La Rochelle, esquisse de l'histoire de Bartlebooth, dont le nom est déjà trouvé. Écriture d'un résumé succinct de deux pages[32].
- 1970 : rédaction d'une ébauche : « On peut imaginer un homme – appelons-le Bartlebooth -– dont la richesse n'aurait d'égale que l'indifférence et dont l'ambition serait de décrire, non la totalité du monde (projet dont le seul énoncé ruine l'éventualité) mais un fragment constitué de celui-ci. J'entends par fragment constitué une classe d'objets susceptible d'un savoir à peu près cohérent, d'un langage commun[104].
- 1972 : travail sur « trois ébauches indépendantes, aussi floues l’une que l’autre », bientôt fusionnées en un projet unique : un roman faisant la description d’un immeuble parisien dont la façade a été enlevée, l’utilisation du bi-carré latin qui est superposé au plan de l’immeuble, et l’ébauche de l’histoire de Bartlebooth. Suit l’idée de la polygraphie du cavalier et de la pseudo-quenine.
- 8 novembre 1972, présentation du projet lors d'une réunion de l'Oulipo. Perec précise que « le roman se présentera comme la description d'un tableau[96]. »
- 1974 : description partielle du projet dans Espèces d’espaces.
- 18 avril 1975, début de la rédaction après deux ans de travail sur le Cahier des charges.
- 8 mai 1975 : écriture des chapitres IX et X.
- 25 octobre 1975 : écriture des chapitres XXII et XXIII.
- Fin octobre 1975 : Mise au net dactylographiée des 23 premiers chapitres (avec un narrateur à la première personne du pluriel).
- Quasi interruption jusqu’à octobre 1976, écriture d’une centaine de pages éparses.
- 29 octobre 1976, quelques jours après la mort de Raymond Queneau : début de la deuxième campagne de rédaction. Valène est d’abord le narrateur jusqu’au chapitre XVII. À ce moment, abandon du « je » et correction rétrospective des premiers chapitres.
- 5 mars 1977 : fin du chapitre XXI et de la première partie.
- 19 mai 1977 : rédaction des chapitres XXXIII à XXXV.
- 5 avril 1978 à 19 h 25 : fin de la rédaction.
- À la fin de l'épilogue, le roman est daté Paris, 1969-1978.

### Décodage partiel
Perec a une attitude ambigüe quant à la machinerie qui sert d'échafaudage au roman. D'un côté, il déclare : « Démonter un livre n'apporte rien . » De l'autre il publie à plusieurs reprises des détails de sa construction : Quatre figures pour La Vie mode d’emploi, Emprunts à Flaubert, et Emprunts à Queneau,
Mais il agit avec « réticence, propose un dévoilement biaisé, une révélation tenue, suspendue, reprise. Les pièces versées au dossier ne plaident pas en faveur de l’auteur – impunément il joue son lecteur. Au lecteur de contourner la ruse et d’en reconnaître la nécessité. »
Il ne s'en est pas caché : « On me demande ce que j’ai fait et je ne peux que mentir. Je donne un certain nombre d’éléments tout en sachant maintenant qu’ils ne rendent absolument pas compte de ce qui est en jeu. »
C'est la dialectique que l'on retrouvait déjà dans W ou le souvenir d'enfance : « Une fois de plus, les pièges de l’écriture se mirent en place. Une fois de plus, je fus comme un enfant qui joue à cache-cache et qui ne sait pas ce qu’il craint ou désire le plus : rester caché, être découvert. »

## Réception

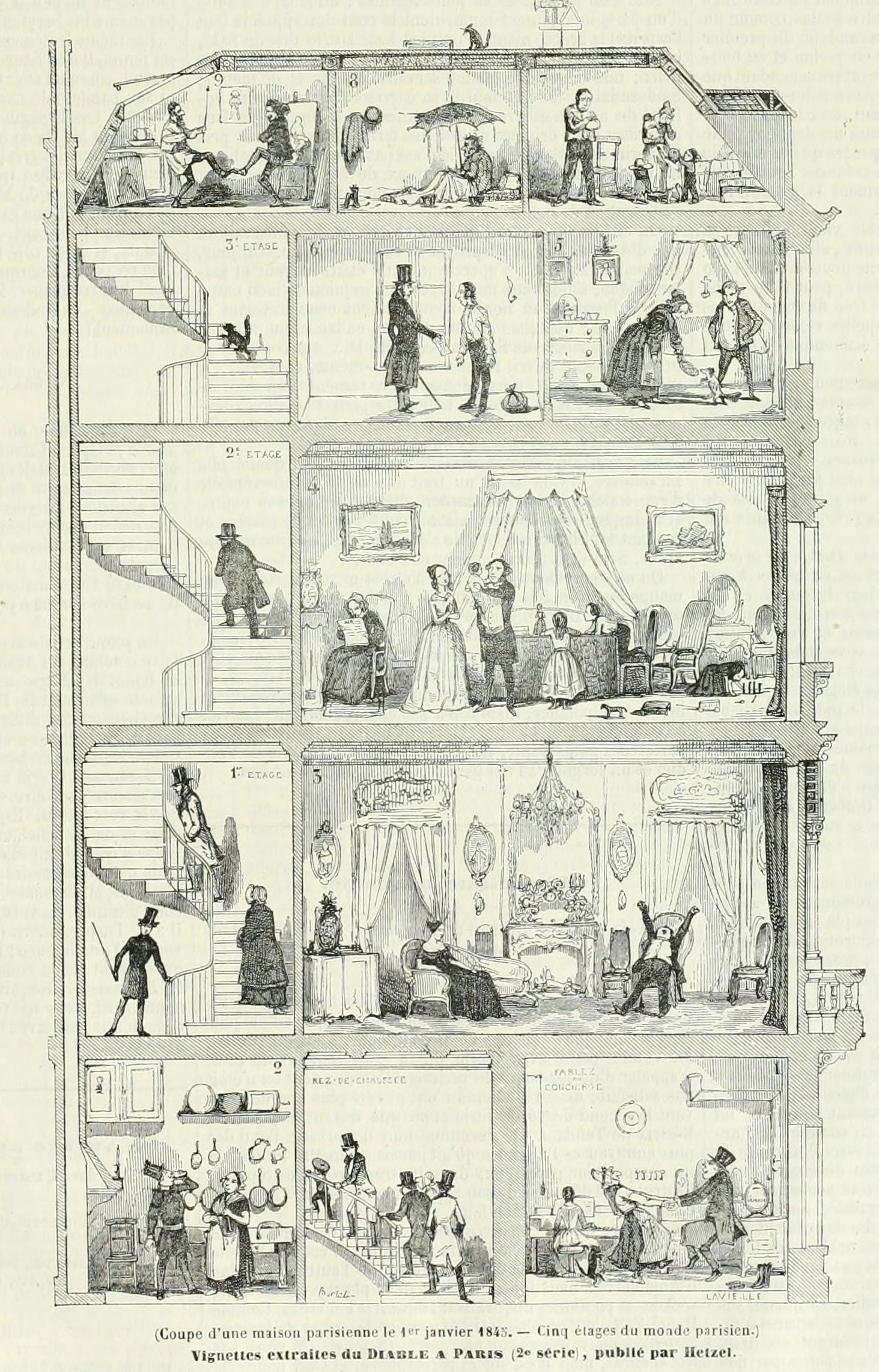
Cinq étages du monde parisien, composition de Bertall (1845)

Je me souviens a été publié en janvier 1978. En même temps paraît dans la revue Po&sie le Compendium du chapitre LI. En mai un tirage à part du chapitre LV est distribué au Festival du livre de Nice. Le roman paraît en septembre et obtient le prix Médicis le 27 novembre.
Le roman n'emporte pas l'adhésion de tous les critiques. Carsten Sestoft, qui a étudié 47 recensions, en classe 25 comme positives, 4 comme négatives, et 18 comme ambivalentes. Il en dégage une structure assez claire : « Les périodiques spécifiquement littéraires et toute la presse de gauche sont positifs ; de même que la plupart des magazines et hebdomadaires destinés à un public plus riche en culture qu'en argent. On trouve les jugements ambivalents et négatifs dans la presse de droite et dans la presse catholique et provinciale. Tout se passe comme si le progressisme et le conservatisme politiques étaient aussi un progressisme et un conservatisme littéraires. » Ce qui divise les critiques est le caractère construit du livre – perçu par certains comme froid, à l'instar du Nouveau Roman –, ainsi que les descriptions des pièces de l'immeuble, que les critiques positifs lisent avec jubilation et ivresse, tandis que les critiques négatifs les déclarent pleines d'ennui. Par contre l'abondance des histoires racontées est perçue par tous comme un point positif, marquant le retour du romanesque, de la part d'un auteur qui prend plaisir à raconter.
- « Entrez dans cet immeuble et vous ferez le tour du monde en six cent deux pages et quatre-vingt-dix-neuf chapitres plus un épilogue. Un vertige majuscule. Quand on en sort, on se sent léger comme une montgolfière. » Catherine David, Le Nouvel Observateur, 18 septembre 1978.
- « Défi, œuvre limite, peut-être une grosse blague. Prodigieux livre brocante qu'on visite sans se presser, à la fois livre fourre-tout, livre promenade. » Jacques-Pierre Amette, Le Point, 25 septembre 1978.
- « Voici toute une semaine que j'explore avec passion, patience et peine, tantôt dans l'hilarité, tantôt dans l'émotion, parfois dans l'ennui, toujours dans l'étonnement, l'énorme nef que Georges Perec vient de lancer sur notre mer littéraire. » Jacqueline Piatier, Le Monde, 29 septembre 1978.
- « Iceberg colossal qui dérive à l'horizon plutôt vide du roman français d'aujourd'hui. Si l'on espère être envouté, ému, il ne faut pas visiter le "grand ensemble" de la rue Simon-Crubellier. Rien n'évoque le cœur rouge de la passion ou de la colère, mais tout y dispense le vertige technicien d'un ordinateur. Perec ne charme pas, il estomaque. Lecture passionnante et vaguement déçue. » François Nourissier, Le Figaro Magazine, 14-20 octobre 1978.
- «L'ivresse du catalogue illimite le quotidien et dé-réalise le réel : l'accumulation de détails exacts provoque un vertige par lequel l'imaginaire paraît et s'empare de tout. » Hubert Juin, La Quinzaine littéraire, 16 octobre 1978.
- « Livre euphorique, livre lisible tout en étant novateur (enfin !) » Philippe Dulac, La Nouvelle NRF, décembre 1978.
- « À la limite, il se fabriquerait des livres semblables à l'aide d'un annuaire téléphonique combiné avec un ordinateur. » Robert Poulet, Rivarol, 21décembre 1978[113].

« Le succès de La Vie mode d’emploi tient tout autant à la formulation d’une esthétique qui concentre les différents paradigmes d’une réflexion contemporaine qu’à l’attente informulée d’un public cherchant dans la complexité du monde moderne à retrouver son identité.

## Interprétations
Si La Vie mode d’emploi est, pour résumer à outrance, l’histoire d’un projet de totalisation, de contrôle absolu et gratuit du monde, « les interprétations sont inépuisables. »
Elles peuvent être axées :
- sur la narration : « Un gros livre plein d'histoires, un roman boulimique, qui absorbe tout le réel, et un texte anorexique, résorbé dans son mouvement d'entropie, s'abîmant dans l'instant de la disparition (23 juin 1975) qui annulera d'un coup ses cohortes de personnages-Bartleby dévorés par le néant[116]. » ;
- sur l'écriture : « L’antinomie partie/tout, bribes/totalité est dynamisée par le jeu – le puzzle, présenté dans le préambule et métaphorisé dès le premier chapitre par la présence de Winckler – qui défait sans cesse ce qu’il a construit et qui reconstruit ce qui est en morceaux, à l’image du langage qui combine indéfiniment un nombre limité de signes[70]. » ;
- sur la totalité : « Perec a donné forme au vieux rêve de totalité du roman. Il a réussi l’exploit de fournir une image, une projection, un modèle totalisant du monde[117]. » ;
- sur la vérité : « Dans son roman, Perec fait en sorte que toutes les recherches de la « vérité » se soldent par un échec. Par cela, il relativise peut-être non seulement la vérité scientifique mais également sa propre entreprise, qui a quelque chose de commun avec les recherches scientifiques : la volonté de totalité, le recours au système[118]. » ;
- sur l'échec : « Ce roman raconte un double échec : celui de Bartlebooth, qui meurt sans avoir terminé la reconstitution-destruction de ses cinq cents puzzles ; celui de Valène qui, rêvant de faire « tenir toute la maison dans sa toile » ne laisse à sa mort qu’une toile « pratiquement vierge ». Et si Winckler semble avoir réussi sa vengeance posthume, grâce au 439e puzzle devant lequel meurt son commanditaire, lui-même disparaît sans laisser la moindre famille. S’ouvrant par l’évocation d’un mort sans héritier, le livre se clôt sur un puzzle inachevé et un tableau à peine esquissé[119]. » ;
- sur la vie : « C’est cela, me semble-t-il, que Winckler semble dire à Bartlebooth : tu ne peux pas faire ça, tu ne peux pas programmer totalement ta vie. Il y aura toujours un trou en forme de X, même dans l’existence la plus parfaitement organisée, même si tout l’argent du monde est là pour t’aider, même si tu es la personne la plus effacée qui soit. Le W, dans ce livre, comme dans W, est un index de la souffrance, d’une douleur qui ne peut pas être dite parce qu’elle est la source de toute parole, parce c’est la souffrance de vivre[120]. » ;
- sur la mémoire : « Le projet de Bartlebooth était un projet d’effacement. Et l’échec de la complétion absolue de son projet d’effacement et de la solution de tous les mystères (les puzzles) nous dit que La Vie mode d’emploi est le roman d’une spirale d’achèvements et d’inachèvements multiples (les vies, la vie), d’achèvement et inachèvement de la mémoire, d’une anamnèse, celle de la forme même qui les suscite, dont la poursuite fut quelque chose comme le « rêve d’avant-naissance » de son auteur[121]. »

## Traductions
- La première édition allemande du livre, publiée en mars 1982 à Francfort-sur-le-Main par Zweitausendeins, comportait un puzzle de 97 pièces découpé par Georges Perec et représentant un immeuble.
- Cette œuvre « à contrainte forte » pose un dilemme au traducteur qui doit composer avec la restitution fidèle du sens du texte original et le procédé par lequel il a été élaboré[122]. David Bellos, traducteur du texte en anglais, précise que Georges Perec a lui-même fourni les clés de ses contraintes d'écriture à son traducteur allemand, Eugen Helmlé[123]. Si Bernard Magné admire l'habilité avec laquelle le respect de contraintes a été dissimulé dans la traduction allemande comme dans le texte original, il critique en revanche l'« exhibitionnisme » de ces contraintes dans la traduction anglaise[58].

## Bibliographie analytique

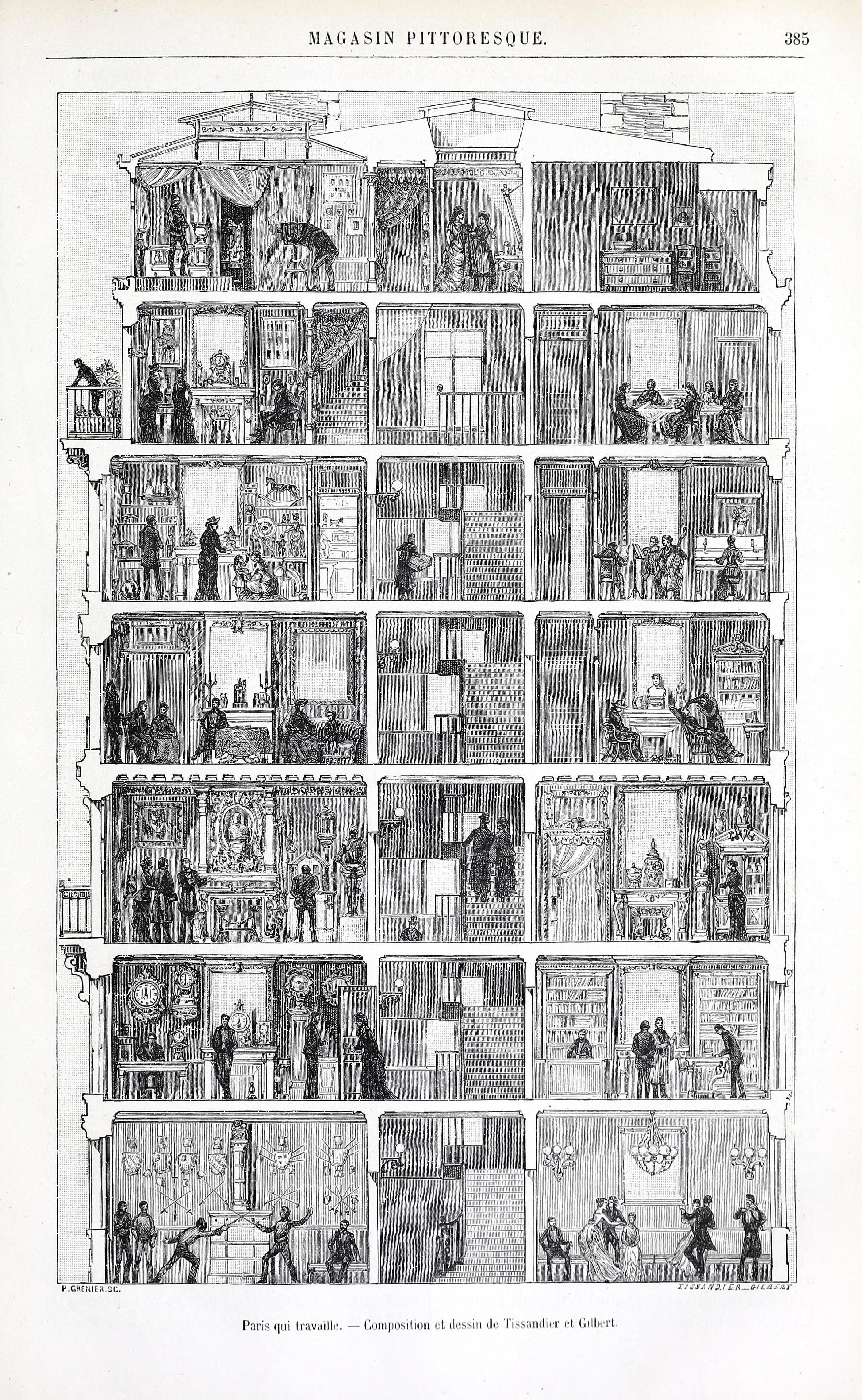
Paris qui travaille, gravure de Grenier d'après Tissandier et Gilbert. Le Magasin pittoresque, 1883.